# الصيبة
الصيبة منطقة عراقية فيها بئر في قضاء السلمان بمحافظة المثنى بصحراء الحجرة بالبادية العراقية جنوب العراق. وفيها قارة الصيبة التي هي تل.